# Graham Patrick Martin
Graham Patrick Martin est un acteur américain né le 14 novembre 1991 à Thibodaux en Louisiane.

## Biographie

### Jeunesse
Graham Patrick Martin naît à Thibodaux et grandit à Metairie. Enfant, il rêvait de devenir joueur de football américain. Cependant, alors âgé de 8 ans, il part avec sa sœur au camp French Woods, un camp consacré aux arts du spectacle dans l'Upstate New York, et se passionne pour le métier d'acteur. Après que son père a été muté à New York, Graham Patrick Martin fréquente le Fiorello H. LaGuardia High School of Music & Art and Performing Arts; lycée public et artistique duquel il sort diplômé.

### Carrière
Il décroche son premier rôle à l'âge de 15 ans pour l'épisode Machines à tuer (saison 5, épisode 20) de la série New York, section criminelle.

## Filmographie

### Longs métrages
- 2007 : The Girl Next Door : Willie Chandler, Jr.
- 2010 : Rising Stars (en) : Garrett
- 2011 : Monster of the House : Jamie
- 2013 : Somewhere Slow (en) : Travis Tratten
- 2013 : The Anna Nicole Story : Daniel Wayne Smith
- 2014 : The Girlfriend Experience : Max
- À venir : Bukowski : Baldy

### Courts métrages
- 2020 : Query : Alex

### Séries télévisées
- 2006 : New York, section criminelle (saison 5, épisode 20) : Benjamin Price
- 2007–2009 : The Bill Engvall Show : Trent Pearson
- 2009 : iCarly : Pete
- 2009 : Jonas L.A. : Randolph
- 2010–2012 : Mon oncle Charlie : Eldridge McElroy
- 2011 : Bonne chance Charlie : Dustin
- 2012 : The Closer : L.A. enquêtes prioritaires : Rusty Beck
- 2012–2018 : Major Crimes: Rusty Beck
- 2015 : Impastor : Jasper Simmons
- 2018 : Good Doctor : Blake
- 2019 : Catch-22 : Orr
- 2020 : All Rise : Jeremy Moore
- 2020 : S.W.A.T. : Dylan
- 2020 : The Rookie:S2 E18 : Elvis Grimaldi
- 2024-2025 : New York, unité spéciale (saison 26, épisodes 6 et 16) : Chris Becker